# Frehlinghausen
Frehlinghausen is een plaats in de Duitse gemeente Plettenberg, deelstaat Noordrijn-Westfalen, en telt 80 inwoners (2007).